# Amanda (namn)

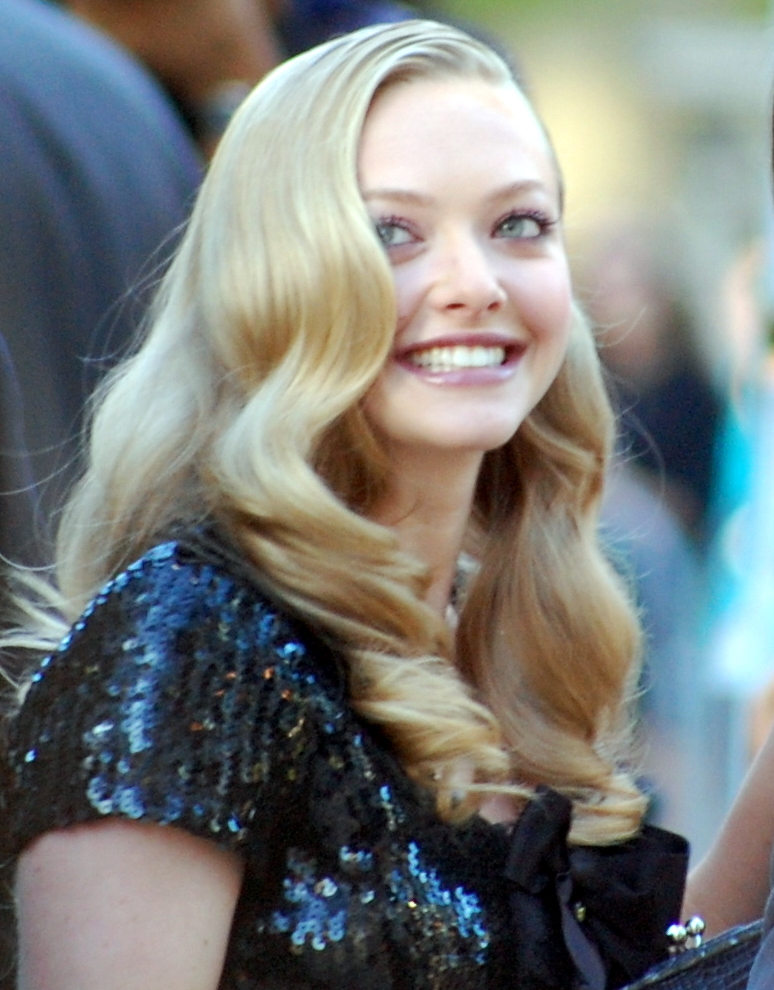
Amanda Seyfried

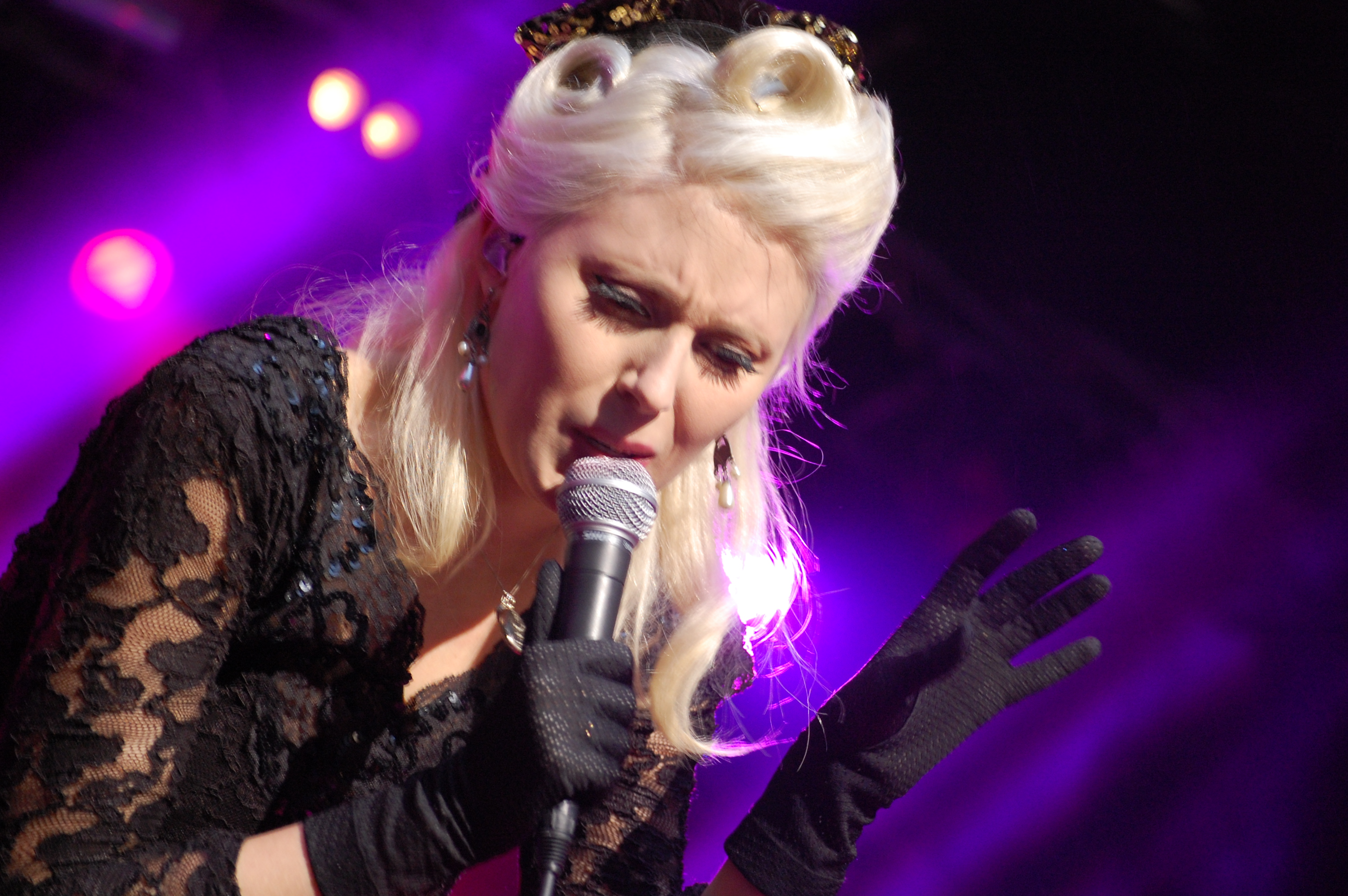
Amanda Jenssen

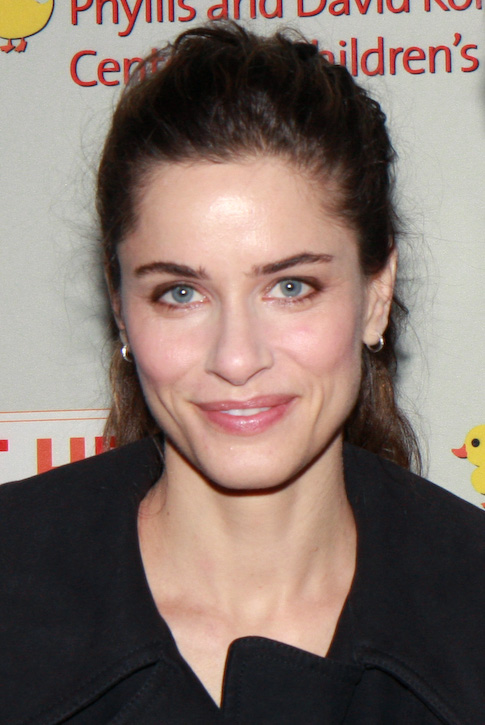
Amanda Peet

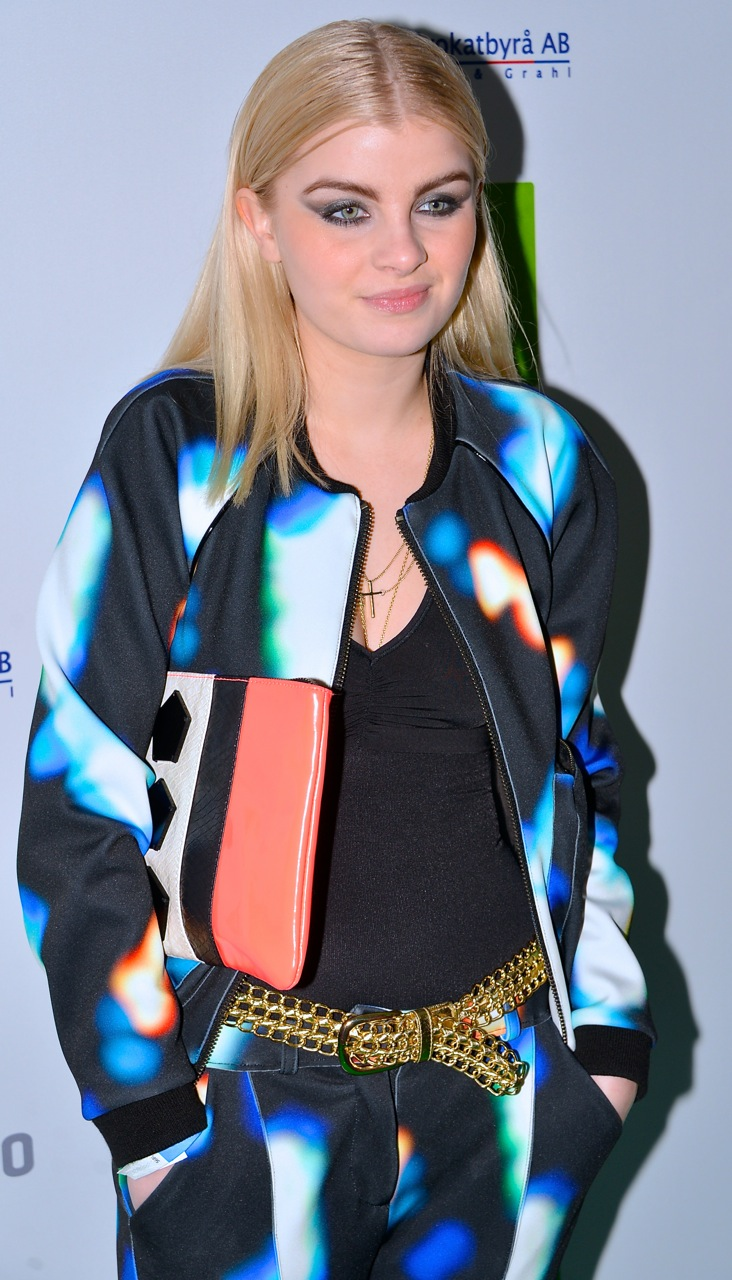
Amanda Fondell

Amanda är ett latinskt kvinnonamn med betydelsen älskvärd. Det är en femininform av Amandus.
Det äldsta belägget för Amanda i Sverige är från år 1735. Namnet fick stor spridning under 1800-talet, kanske med hjälp av skillingtrycksvisor som "Amanda gångar sig ner till stranden" och "Amanda Lundbom" samt poeten Erik Johan Stagnelius dikter om Amanda. Under större delen av 1900-talet ansågs namnet vara omodernt, men mot slutet av seklet kom en ny popularitetsvåg. Under 1990-talet var Amanda ett av de allra mest populära dopnamnen för nyfödda flickor i Sverige.
En kortform av namnet är Manda.
Den 31 december 2014 fanns det totalt 35 609 kvinnor folkbokförda i Sverige med namnet Amanda, varav 23 517 bar det som tilltalsnamn. Motsvarande siffror för Manda var 311 respektive 261.
Namnet kom med i den svenska almanackan 1901 med namnsdag den 26 oktober, och ersatte därmed den manliga formen Amandus. Namnsdagen delas med Rasmus. I den finlandssvenska namnsdagslängden har Amanda namnsdag 26 oktober sedan starten 1929, då en egen namnsdagskalender togs i bruk för finlandssvenskar, med en paus 1950–1994.

## Personer med namnet Amanda
- Amanda Agestav, svensk politiker (KD)
- Amanda Beard, amerikansk simmare
- Amanda Blake, amerikansk skådespelare
- Amanda Bynes, amerikansk skådespelare
- Amanda Coetzer, sydafrikansk tennisspelare
- Amanda Davin, svensk skådespelare
- Amanda Fondell, svensk sångerska
- Amanda Forsberg, svensk ballerina
- Amanda Gorman, amerikansk poet
- Amanda Helander, svensk konstnär
- Amanda Holden, brittisk skådespelare
- Amanda Ilestedt, svensk fotbollsspelare
- Amanda Jansson, svensk skådespelare
- Amanda Jenssen, svensk sångerska
- Amanda Kerfstedt, svensk författare
- Amanda Kernell, svensk filmregissör
- Amanda Lameche, född 1985, svensk sångerska
- Amanda Lear, fransk discosångare och fotomodell
- Amanda Lind, svensk politiker
- Amanda Maier-Röntgen, svensk musiker
- Amanda Mair, svensk sångerska
- Amanda Marshall, kanadensisk sångerska
- Amanda C. Miller, amerikansk röstskådespelare
- Amanda Ooms, svensk skådespelare
- Amanda Peet, amerikansk skådespelare
- Amanda Personne, svensk skådespelare
- Amanda Peterson, amerikansk skådespelare
- Amanda Plummer, amerikansk skådespelare
- Amanda Renberg, svensk skådespelare
- Amanda Root, brittisk skådespelare
- Amanda Rydman, svensk programledare
- Amanda Rylander, svensk skådespelare
- Amanda Sandbergh, svensk frälsningsofficer och sångförfattare
- Amanda Seyfried, amerikansk skådespelare
- Amanda Sidvall, svensk konstnär
- Amanda Sokolnicki, svensk redaktör och ledarskribent
- Amanda Svensson, svensk författare
- Amanda Tapping, kanadensisk-brittisk skådespelare

## Fiktiva personer med namnet Amanda
- Amanda, en idealgestalt i Erik Johan Stagnelius' diktning.
- Amanda, Gabriellas syster, i Anders Jacobssons och Sören Olssons ungdomsböcker om Bert.
- Amanda Krueger - mamma till Freddy Krueger i Terror på Elm Street-filmerna